# 崔对云
崔对云（1939年11月—），山东莱阳市前淳于镇欢家夼村人。中华人民共和国政治人物。

## 生平
1967年12月，毕业于山东农学院，历任诸城县科委、昌潍地区农业局技术员。1974年2月，加入中国共产党。1977年6月调到莱阳，先后在照旺庄公社、吕格庄公社任农业助理、党委副书记、管委副主任、主任，党委书记等职。1984年2月至1987年2月，任莱阳县县长、县委副书记。后任县委副书记、市人大常委会副主任、党组副书记。1993年2月，任市政协主席、党组书记。